# Kinh tế Liên Xô
Kinh tế Liên Xô dựa trên quyền sở hữu nhà nước đối với các phương tiện sản xuất, canh tác tập thể và sản xuất công nghiệp. Kế hoạch kinh tế tập trung cao của Liên Xô được quản lý bởi hệ thống chỉ huy hành chính. Nền kinh tế Liên Xô được đặc trưng bởi sự kiểm soát đầu tư của nhà nước, sự phụ thuộc vào tài nguyên thiên nhiên, thiếu hụt, sở hữu công cộng đối với tài sản công nghiệp, ổn định kinh tế vĩ mô, thất nghiệp không đáng kể, tốc độ tăng trưởng cao và an ninh công việc cao.
Bắt đầu từ năm 1928, quá trình kinh tế của Liên Xô được hướng dẫn bởi một loạt các kế hoạch năm năm. Đến những năm 1950, Liên Xô đã nhanh chóng phát triển từ một xã hội chủ yếu là nông nghiệp thành một cường quốc công nghiệp. năng lực biến đổi của nó - cái mà Nhà Trắng Hội đồng An ninh Quốc gia của Mỹ mô tả như là một "khả năng chứng minh để thực hiện các nước lạc hậu nhanh chóng qua cuộc khủng hoảng của hiện đại hóa và công nghiệp hóa" - nghĩa là chủ nghĩa cộng sản liên tục kêu gọi các nhà trí thức của nước đang phát triển ở châu Á. Tốc độ tăng trưởng ấn tượng trong ba kế hoạch năm năm đầu tiên (1928-1940) đặc biệt đáng chú ý vì giai đoạn này gần như phù hợp với cuộc Đại suy thoái. Trong giai đoạn này, Liên Xô đã chứng kiến sự tăng trưởng công nghiệp nhanh chóng trong khi các khu vực khác đang bị khủng hoảng. Tuy nhiên, căn cứ nghèo nàn mà các kế hoạch năm năm tìm cách xây dựng có nghĩa là khi bắt đầu Chiến dịch Barbarossa, đất nước này vẫn còn nghèo. 
Một thế mạnh lớn của nền kinh tế Liên Xô là nguồn cung dầu khí khổng lồ, trở nên có giá trị hơn nhiều khi xuất khẩu sau khi giá dầu thế giới tăng vọt trong thập niên 1970. Như Daniel Yergin lưu ý, nền kinh tế Liên Xô trong những thập kỷ cuối cùng của nó "phụ thuộc rất nhiều vào tài nguyên thiên nhiên rộng lớn nói riêng về dầu khí". Giá dầu thế giới sụp đổ năm 1986, gây áp lực nặng nề cho nền kinh tế. Sau khi Mikhail Gorbachev lên nắm quyền vào năm 1985, ông bắt đầu một quá trình tự do hóa kinh tế bằng cách phá bỏ nền kinh tế chỉ huy và tiến tới một nền kinh tế hỗn hợp. Khi giải thể vào cuối năm 1991, Liên Xô đã thành lập một Liên bang Nga với một khoản nợ nước ngoài trị giá 66 tỷ đô la và chỉ có vài tỷ đô la dự trữ vàng và ngoại hối.
Nhu cầu phức tạp của nền kinh tế hiện đại phần nào hạn chế các nhà hoạch định trung tâm. Tham nhũng và đấu tranh dữ liệu đã trở thành thông lệ trong giới quan liêu bằng cách báo cáo các mục tiêu và hạn ngạch đã hoàn thành, do đó, gây ra khủng hoảng. Từ thời Stalin đến đầu thời Brezhnev, nền kinh tế Liên Xô phát triển chậm hơn nhiều so với Nhật Bản và nhanh hơn một chút so với Hoa Kỳ. Mức GDP năm 1950 (tỷ đô la) là 510 (100%) ở Liên Xô, 161 (100%) ở Nhật Bản và 1.456 (100%) ở Hoa Kỳ. Đến năm 1965, các giá trị tương ứng là 1.011 (198%), 587 (365%) và 2.607 (179%). Liên Xô tự duy trì là nền kinh tế lớn thứ hai về cả giá trị ngang bằng danh nghĩa và sức mua trong phần lớn thời Chiến tranh Lạnh cho đến năm 1988, khi nền kinh tế Nhật Bản vượt quá 3 nghìn tỷ đô la giá trị danh nghĩa.
Khu vực tiêu dùng tương đối nhỏ của Liên Xô chỉ chiếm dưới 60% GDP của đất nước năm 1990 trong khi các ngành công nghiệp và nông nghiệp đóng góp lần lượt 22% và 20% vào năm 1991. Nông nghiệp là nghề nghiệp chiếm ưu thế ở Liên Xô trước thời kỳ công nghiệp hóa dưới thời Joseph Stalin. Khu vực dịch vụ có tầm quan trọng thấp ở Liên Xô, với phần lớn lực lượng lao động làm việc trong lĩnh vực công nghiệp. Lực lượng lao động tổng cộng 152,3 triệu người. Các sản phẩm công nghiệp chính bao gồm xăng dầu, thép, xe cơ giới, hàng không vũ trụ, viễn thông, hóa chất, điện tử, chế biến thực phẩm, gỗ, khai thác mỏ và công nghiệp quốc phòng. Mặc dù GDP của nó đã vượt 1 nghìn tỷ đô la trong những năm 1970 và 2 nghìn tỷ đô la trong những năm 1980, nhưng những tác động của kế hoạch hóa trung tâm đã dần bị biến dạng do sự tăng trưởng nhanh chóng của nền kinh tế thứ hai ở Liên Xô.